# Stephling
Stephling ist ein Ortsteil der Stadt Bogen im niederbayerischen Landkreis Straubing-Bogen.

## Lage
Der Weiler Stephling liegt etwa sechs Kilometer östlich von Bogen etwas nördlich der Bundesautobahn 3.

## Geschichte
Ein Chuono de Stevening war vermutlich der erste urkundlich fassbare Angehörige der Frammelsberger, die bei der Stephlinger Kirche ein Benefizium errichteten. Stephling ging nach dem Aussterben der Frammelsberger um das Jahr 1409 auf die Herren von Degenberg über und blieb bei ihnen bis zu deren Aussterben im Jahr 1602. Es hatte dann den Rang einer Hofmark im Besitz des bayerischen Kurfürsten. 1752 bestand der Ort aus drei Anwesen.
Bei der Gemeindebildung 1818/1821 kam Stephling zur Gemeinde Degernbach. 1840 zählte der Ort sechs Häuser und 23 Einwohner. Mit der Gemeinde Degernbach kam Stephling am 1. Januar 1972 im Zuge der Gebietsreform in Bayern zur Stadt Bogen.  
Der über fünfhundert Jahre alte Stephlinger Stephani-Ritt, ein Umritt mit Pferdesegnung, überstand in ununterbrochener Tradition selbst die Jahre der landwirtschaftlichen Mechanisierung nach dem Zweiten Weltkrieg. Kirchlich gehört Stephling zur Pfarrei Degernbach.

## Sehenswürdigkeiten
- Filialkirche St. Stephan. Sie wurde 1487 von Hans IV. von Degenberg im spätgotischen Stil erbaut. Sakristei und Dachreiter stammen aus dem 17./18. Jahrhundert.
- Stephani-Ritt. Er findet alljährlich am 26. Dezember statt.

## Vereine
- Förderverein Stephlinger Pferderitt. Er wurde 1987 gegründet.